# Jerzy Grobicki

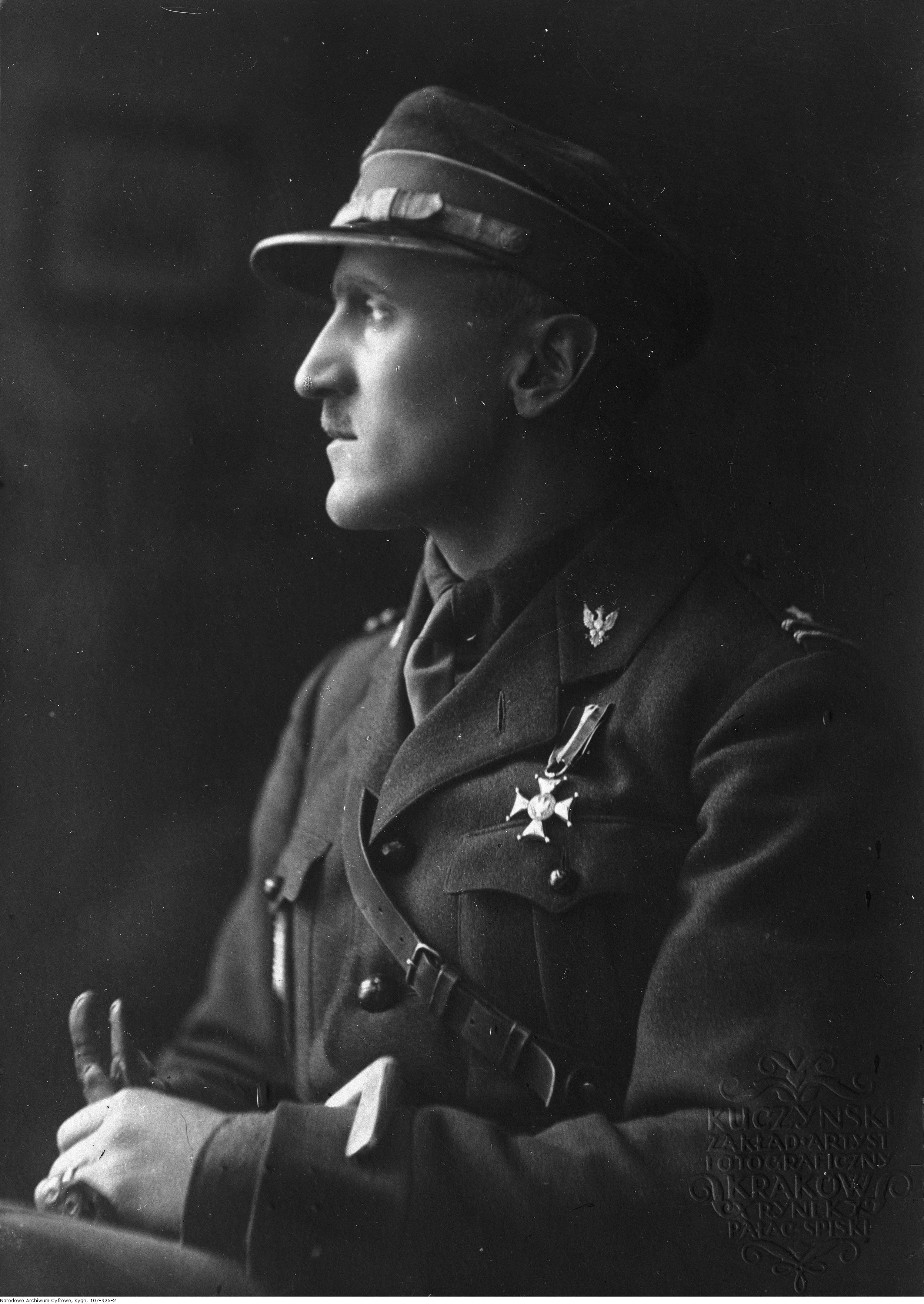
Jerzy Grobicki w stopniu majora (1927)

Jerzy Grobicki, pseudonim Erwin Gablenz (ur. 4 stycznia 1891 w Warszawie zm. 22 września 1972 w Toronto) – oficer kawalerii armii Austro-Węgier, pułkownik Wojska Polskiego II RP i Polskich Sił Zbrojnych, mianowany generałem brygady przez władze RP na uchodźstwie, uczestnik walk o niepodległość Polski w I i II wojnie światowej oraz wojnie polsko-bolszewickiej, „zagończyk”.

## Życiorys
Syn Aleksandra Grobickiego i Jadwigi z Grobickich, pochodził z rodziny ziemiańskiej. Początkowo uczęszczał do gimnazjum w Kielcach, skąd został wydalony za udział w antyrosyjskiej demonstracji uczniów, następnie do Gimnazjum Emiliana Konopczyńskiego w Warszawie, skąd został relegowany w 1904 za udział w demonstracji po wybuchu wojny rosyjsko-japońskiej. Kontynuował naukę w Akademii Rycerskiej (Ritter-Akademie) w Legnicy, skąd zbiegł i wstąpił do Legii Cudzoziemskiej. Służył w Algierze do 1907, kiedy zdezerterował z Legii i powrócił do Polski, gdzie ukończył I szkołę realną w Krakowie. Podczas pobytu w szkole, walczył przeciwko Turkom w 1908 roku jako serbski partyzant w Macedonii.
Wstąpił na własny koszt do Szkoły Oficerów Kawalerii w Akademii Wojskowej w Wiener Neustadt. Po jej ukończeniu został oficerem zawodowym kawalerii 13 pułku ułanów armii austriackiej, cały czas jako poddany rosyjski. Dowodził dywizjonem kawalerii w stopniu rotmistrza i był szefem sztabu c. i k. 6 Brygady Górskiej.
W Wojsku Polskim zajmował kolejno stanowiska:
- oficer dowództwa Frontu Galicyjskiego,
- szef sztabu 8 Dywizji Piechoty,
- szef sztabu 9 Dywizji Piechoty,
- szef sztabu Grupy Operacyjnej gen. Stanisława Pruszyńskiego,
- zastępcy dowódcy pułku jazdy „Obrony Wilna” (bardziej znanego, jako jazda rotmistrza Jerzego Dąbrowskiego).

24 lipca 1920 roku został szefem sztabu IV Brygady Jazdy. Od 15 sierpnia 1920 roku dowodził 1 pułkiem szwoleżerów Józefa Piłsudskiego. 18 sierpnia 1920 roku odznaczony przez gen. Władysława Sikorskiego Krzyżem Srebrnym Orderu Wojennego Virtuti Militari za szarżę pułku pod Arcelinem. 8 maja 1921 roku ustąpił z funkcji dowódcy pułku i w tym samym roku został attaché wojskowym w Budapeszcie. 3 maja 1922 roku został zweryfikowany w stopniu majora ze starszeństwem z dniem 1 czerwca 1919 roku i 74. lokatą w korpusie oficerów jazdy (od 1924 roku – kawalerii). W czerwcu 1924 roku został zastępcą dowódcy 16 pułku Ułanów Wielkopolskich w Bydgoszczy. Od września 1924 roku do 15 października 1925 roku był słuchaczem Kursu Doszkolenia Wyższej Szkoły Wojennej w Warszawie. Po ukończeniu kursu i uzyskaniu dyplomu naukowego oficera Sztabu Generalnego został przydzielony do Generalnego Inspektoratu Kawalerii w Warszawie. 1 grudnia 1924 roku awansował na podpułkownika ze starszeństwem z dniem 15 sierpnia 1924 roku i 14. lokatą w korpusie oficerów kawalerii. Od grudnia 1926 roku dowodził 22 pułkiem ułanów w Brodach. 1 lipca 1928 został wybrany członkiem sądu koleżeńskiego założonego wówczas Związku Sybiraków. 24 grudnia 1929 roku został mianowany pułkownikiem ze starszeństwem z dniem 1 stycznia 1930 roku i 3. lokatą w korpusie oficerów kawalerii. Do stycznia 1930 roku pełnił obowiązki dowódcy 6 Samodzielnej Brygady Kawalerii w Stanisławowie, a następnie kierownika katedry taktyki kawalerii w Wyższej Szkole Wojennej w Warszawie. Z dniem 16 listopada 1931 roku został przeniesiony do dyspozycji szefa Biura Personalnego MSWojsk., a następnie, z dniem 1 lutego 1932 roku do dyspozycji dowódcy Okręgu Korpusu Nr I w Warszawie, po czym z dniem 31 marca 1932 roku przeniesiony w stan spoczynku. Tadeusz Kryska-Karski i Stanisław Żurakowski podają, że Jerzy Grobicki w okresie od listopada 1931 do maja 1939 pełnił służbę jako attaché wojskowy w Teheranie, Stambule, Bejrucie, Atenach i Madrycie, co stoi w sprzeczności z ustaleniami Piotra Staweckiego, który nie wymienia płk. Grobickiego wśród oficerów pełniących w latach 1932–1939 funkcję attaché wojskowego. Konrad Bugajak w przypisie redakcyjnym na s. 548 wspomnień Mariana Romeyki wyjaśnia, że usunięcie płk. Grobickiego z WSWoj. i przeniesienie do rezerwy (sic!) pozostaje w bezpośrednim związku z podjęciem przez niego służby w Oddziale II SG oraz zaangażowaniem w ruchu prometejskim na polecenie Piłsudskiego. Wyprowadzony fikcyjnie (użyto legendy operacyjnej) ze służby czynnej przez Oddział II SG, faktycznie Kierownik Placówki Wywiadu „Nabuchodonozor” w Teheranie na teren Bliskiego Wschodu. Zamaskowany jako przedstawiciel handlowy, dziennikarz przybrane nazwisko Erwin Gablenz.
W maju 1939 roku został przyjęty do wojska jako oficer kontraktowy. Powierzono mu organizację i dowództwo Sieradzkiej Brygady Obrony Narodowej w Łodzi. W kampanii wrześniowej dowodził Oddziałem Wydzielonym Nr 2 10 Dywizji Piechoty w składzie Armii „Łódź”. 4 września został dowódcą Kresowej Brygady Kawalerii. Wraz z brygadą przedzierał się w rejon na południe od Warszawy, a następnie na teren Lubelszczyzny, gdzie wraz z resztkami Kresowej BK włączony do Grupy Operacyjnej Kawalerii gen. bryg. Władysława Andersa. Następnie po jej rozbiciu w bitwie pod Tomaszowem, od 24 września dowódca Brygady Kawalerii Kresowa II. Po agresji ZSRR na Polskę 26 września 1939 podczas walk z oddziałami sowieckimi w rejonie Rogóźna został ranny i wzięty do niewoli przez Armię Czerwoną. Nie trafił do dołów śmierci zbrodni katyńskiej, gdyż NKWD rozpracowywało go w związku z jego działalnością wywiadowczą skierowaną przeciwko ZSRS z terenu Bliskiego Wschodu. Od 1940 był osadzony w obozie jenieckim NKWD w Griazowcu. W niewoli sowieckiej przebywał do 25 sierpnia 1941.
Uwolniony po zawarciu układzu Sikorski-Majski, 25 sierpnia 1941 przyjęty do Polskich Sił Zbrojnych w ZSRR i 27 sierpnia 1941 wyznaczony na stanowisko zastępcy dowódcy 5 Dywizji Piechoty w miejscowości Tatiszczewo.
- oficer Dowództwa Wojska Polskiego na Środkowym Wschodzie I–IV 1942
- komendant Centrum Wyszkolenia Broni i Służb w Egipcie (od V 1942 w Palestynie) IV – IX 1942
- dowódca 3 Brygady Strzelców 26 X 1942 – 11 III 1943[15]
- oficer Dowództwa Armii Polskiej na Wschodzie III – XII 1943
- oficer łącznikowy dowódcy 2 Korpusu Polskiego przy Korpusie Francuskim XII 1943 – VII 1944
- oficer Centrum Wyższych Studiów Wojskowych w Wielkiej Brytanii VII 1944 – III 1945

W marcu 1945 roku został przydzielony do Dowództwa Jednostek Wojskowych na Środkowym Wschodzie. Później był attaché wojskowym przy rządzie Czang Kaj-szeka. Do 1947 roku był komendantem obozu Quassasin w Egipcie. Następnie na emigracji w Kanadzie.
Prezydent RP August Zaleski mianował go generałem brygady ze starszeństwem z dniem 19 marca 1963 roku.
Jerzy Grobicki był żonaty z Anną Harajewicz, z którą miał syna Aleksandra (1914–1995), dziennikarza, żołnierza Polskich Sił Zbrojnych, autora książek, publikowanych pod własnym nazwiskiem lub pod pseudonimem literackim Jacek Brzezina.
Zmarł w Toronto. Pochowany na Katolickim Cmentarzu Holy Cross w Thornhill w Regionie York.

## Opinia
- Marian Romeyko: Kawalerzysta, zasłużony, bojowy dowódca pułku, naukowiec i historyk, typ kawaleryjskiego „zagończyka” z dużym temperamentem, należał do znanych postaci w wojsku. Karierę zaczął jeszcze podczas wojny bałkańskiej, w charakterze komitadży. W czasie wielkiej wojny służył w kawalerii austriackiej, był podczas wojny domowej nad Donem, gdzie Kozacy nadali mu tytuł „honorowego atamana”. W WP należał do antyreżimowców, z czym się zbytnio nie krył; pozostał jednak lojalnym oficerem. Mówiono, że przyczyną przejścia tego wybitnego oficera na emeryturę stał się fakt następujący: w WSWoj. w Warszawie bawiła delegacja estońskiej Wyższej Szkoły Wojennej; należało ją rewizytować. Gen. Kutrzeba wyznaczył w skład delegacji płk. Grobickiego, nakazując mu uprzednio porozumieć się z Oddziałem II Sztabu Głównego w celu otrzymania szczegółowych instrukcji. Tam poinformowano go, że ma zabrać ze sobą prezent, i sugerowano popiersie Piłsudskiego. Grobicki natomiast kupił miniaturę pomnika „dowborczyka” i wręczył ją w Tallinnie[20].

## Ordery i odznaczenia
- Krzyż Złoty Orderu Wojennego Virtuti Militari nr 183[21]
- Krzyż Srebrny Orderu Wojskowego Virtuti Militari (1921)[22]
- Krzyż Kawalerski Orderu Odrodzenia Polski
- Krzyż Walecznych (czterokrotnie)[23]
- Złoty Krzyż Zasługi (10 listopada 1928)[23][24]
- Medal Pamiątkowy za Wojnę 1918–1921[23]
- Medal Dziesięciolecia Odzyskanej Niepodległości[23]
- Krzyż Komandorski Orderu Trzech Gwiazd (Łotwa)[23]